# Чемпионат мира по паркуру 2022
Чемпионат мира по паркуру 2022 года — первый в истории чемпионат мира по паркуру. Проводился Международной федерацией гимнастики с 14 по 16 октября 2022 года в Токио (Япония).

## История
Изначально чемпионат был намечен к проведению с 3 по 5 апреля 2020 года в Хиросиме (Япония), но отложен из-за пандемии COVID-19. В итоге чемпионат прошёл в Токио с 14 по 16 октября 2022 года.

## Медалисты

### Мужчины
| Дисциплина | Золото                    | Серебро                | Бронза                  |
| ---------- | ------------------------- | ---------------------- | ----------------------- |
| Спидран    | Богдан Колмаков (UKR)     | Андреа Консолини (ITA) | Танги ван Схинген (NED) |
| Фристайл   | Димитрис Кирсанидис (GRE) | Тэн Гаочжэн (CHN)      | Давиде Рицци (ITA)      |

### Женщины
| Дисциплина | Золото                 | Серебро                | Бронза              |
| ---------- | ---------------------- | ---------------------- | ------------------- |
| Спидран    | Миранда Тибблинг (SWE) | Стефанни Наварро (ESP) | Лилу Рюэль (FRA)    |
| Фристайл   | Элла Бусио (MEX)       | Ханахо Ямамото (JPN)   | Адела Меркова (CZE) |